# Karl Coronini-Cronberg
Karl Coronini-Cronberg (29. dubna 1818 Paříž – 2. ledna 1910 Gorizia) byl rakouský politik, v 2. polovině 19. století poslanec Říšské rady a zemský prezident Salcburska.

## Biografie
Jeho otec hrabě Michael Coronini-Cronberg byl členem Panské sněmovny. Karl vystudoval medicínu, byl promován na doktora lékařství, ale pak nastoupil do státní služby. Působil jako místodržitelský rada a krajský hejtman v Trentu v Tyrolsku, kde byl jmenován čestným občanem. Roku 1856 získal titul komořího. Během války v roce 1859 byl delegátem Benátek. 30. listopadu 1859 byl jmenován dvorním radou na místodržitelství v provincii Rakouské přímoří. 11. července 1861 se pak stal viceprezidentem místodržitelství pro Tyrolsko a Vorarlbersko. V této funkci setrval do 8. ledna 1867, kdy byl jmenován zemským prezidentem (místodržícím) Salcburska. Zároveň získal titul tajného rady. V květnu 1866 obdržel Řád železné koruny.
Byl aktivní i v zákonodárných sborech. V březnu 1867 byl zvolen na Kraňský zemský sněm za kurii velkostatkářkou. Zemský sněm ho následně 6. dubna 1867 zvolil i do Říšské rady (tehdy ještě volené nepřímo) za kurii velkostatkářskou v Kraňsku. Rezignoval v roce 1869 během přestávky mezi IV. a V. zasedáním sněmovny.